# Touwtrekken op de Olympische Zomerspelen 1904

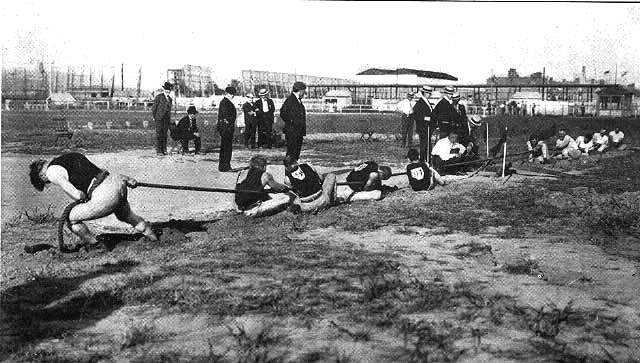
Touwtrekken op de Olympische Zomerspelen 1904

Touwtrekken is een van de sporten die beoefend werden tijdens de Olympische Zomerspelen 1904 in St. Louis.
Zes teams van ieder vijf atleten uit drie landen namen deel aan de wedstrijden.

## Eindrangschikking
| rang   | sporters | land |
| ------ | --- | ---- |
| Goud   | Milwaukee Athletic Club Oscar Olson Sid Johnson Henry Seiling Conrad Magnusson Patrick Flanagan                       | USA  |
| Zilver | Southwest Turnverein of St. Louis No. 1 Max Braun William Seiling Orrin Upshaw Charles Rose August Rodenberg          | USA  |
| Brons  | Southwest Turnverein of St. Louis No. 2 Charles Haberkorn Frank Kungler Charles Thias Harry Jacobs Oscar Friede       | USA  |
| 4      | New York Athletic Club Charles Dieges Samuel Jones Lawrence Feuerbach Charles Chadwick James Mitchel                  | USA  |
| 5      | Boer Team Christopher Walker Pieter Hillense Johannes Schutte Pieter Lombard Paulus Visser                            | RSA  |
| 5      | Pan-Hellenic Nikolaos Georgantas Perikles Kakousis Dimitrios Dimitrakopoulos Anastasios Georgopoulos Vasilios Metalos | GRE  |

Parijs 1900 · 
St. Louis 1904 · 
Londen 1908 · 
Stockholm 1912 · 
Antwerpen 1920
olympische medaillewinnaars
Atletiek · Basketbal (demonstratie) · Boksen · Boogschieten · Gewichtheffen · Golf · Lacrosse · Roeien · Roque · Schermen · Schoonspringen · Tennis · Touwtrekken · Turnen · Voetbal · Waterpolo · Wielersport · Worstelen · Zwemmen